# Coupe d'Europe des nations d'athlétisme 2000
Navigation
CE des nations 1999 CE des nations 2001
La 21e coupe d'Europe des nations d'athlétisme s'est déroulée les 15 et 16 juillet 2000 à Gateshead en Angleterre pour la Superligue, et les 8 et 9 juillet, à Oslo et Bydgoszcz pour la 1re division, à Kaunas et Banská Bystrica pour la 2e division. Elle comporte 20 épreuves chez les hommes et 19 chez les femmes.
La Grande-Bretagne obtient sa 4e victoire chez les hommes, la dernière remontant à l'édition 1998.
Chez les femmes, la Russie obtient une 4e victoire consécutive.

## Superligue

### Classement
Les Britanniques l'emportent grâce à 6 victoires individuelles, dont 4 en sprint, avec un demi-point d'avance sur les Allemands.
Chez les femmes, la victoire de la Russie est sans surprise (8 victoires et 6 deuxièmes places), devant l'équipe allemande.  
La France prend la troisième place tant chez les hommes que chez les femmes.
| Place | Pays        | Points |
| ----- | ----------- | ------ |
| 1     | Royaume-Uni | 101,5  |
| 2     | Allemagne   | 101    |
| 3     | France      | 97     |
| 4     | Italie      | 96,5   |
| 5     | Russie      | 88,5   |
| 6     | Grèce       | 88,5   |
| 7     | Suède       | 75     |
| 8     | Hongrie     | 62     |

| Place | Pays        | Points |
| ----- | ----------- | ------ |
| 1     | Russie      | 124    |
| 2     | Allemagne   | 111    |
| 3     | France      | 87     |
| 4     | Italie      | 79     |
| 5     | Royaume-Uni | 78     |
| 6     | Roumanie    | 72     |
| 7     | Ukraine     | 71     |
| 8     | Grèce       | 56     |

### Résultats par épreuve

#### Hommes
| Épreuve | Or                                                                   | Or             | Argent                                                                              | Argent         | Bronze                                                                    | Bronze         |
| --- | -------------------------------------------------------------------- | -------------- | ----------------------------------------------------------------------------------- | -------------- | ------------------------------------------------------------------------- | -------------- |
| 100 m (Vent : +2,3 m/s) | Darren Campbell GBR                                                  | 10 s 09 (w)    | Roland Németh HUN                                                                   | 10 s 19 (w)    | Andrea Colombo ITA                                                        | 10 s 23 (w)    |
| 200 m (Vent : 0,0 m/s) | Christian Malcolm GBR                                                | 20 s 45        | Alessandro Cavallaro ITA                                                            | 20 s 48        | Konstantinos Kenteris GRE                                                 | 20 s 48        |
| 400 m | Jamie Baulch GBR                                                     | 46 s 64        | Alessandro Attene ITA                                                               | 46 s 71        | Jimisola Laursen SWE                                                      | 46 s 93        |
| 800 m | Mehdi Baala FRA                                                      | 1 min 47 s 90  | Nils Schumann GER                                                                   | 1 min 47 s 94  | Balázs Korányi HUN                                                        | 1 min 48 s 52  |
| 1 500 m | Mehdi Baala FRA                                                      | 3 min 41 s 75  | John Mayock GBR                                                                     | 3 min 42 s 32  | Vyacheslav Shabunin RUS                                                   | 3 min 42 s 44  |
| 3 000 m | Driss Maazouzi FRA                                                   | 7:58.7         | Vyacheslav Shabunin RUS                                                             | 7:59.0         | Anthony Whiteman GBR                                                      | 8:01.0         |
| 5 000 m | Mustapha Essaïd FRA                                                  | 13 min 47 s 44 | Dmitriy Maksimov RUS                                                                | 13 min 48 s 43 | Sebastian Hallmann GER                                                    | 13 min 49 s 95 |
| 3 000 m steeple | Bouabdellah Tahri FRA                                                | 8 min 27 s 28  | Damian Kallabis GER                                                                 | 8 min 29 s 16  | Giuseppe Maffei ITA                                                       | 8 min 34 s 47  |
| 110 m haies (Vent : +1,4 m/s) | Falk Balzer GER                                                      | 13 s 52        | Emiliano Pizzoli ITA                                                                | 13 s 54        | Robert Kronberg SWE                                                       | 13 s 67        |
| 400 m haies | Chris Rawlinson GBR                                                  | 48 s 84        | Ruslan Mashchenko RUS                                                               | 49 s 19        | Fabrizio Mori ITA                                                         | 49 s 98        |
| 4 × 100 m | GBR Christian Malcolm Darren Campbell Marlon Devonish Dwain Chambers | 38 s 41        | GRE Yeóryios Theodorídis Konstadínos Kedéris Alexiós Alexópoulos Ággelos Pavlakákis | 38 s 67        | ITA Marco Torrieri Maurizio Checcucci Alessandro Cavallaro Andrea Colombo | 39 s 17        |
| 4 × 400 m | FRA Bruno Wavelet Marc Foucan Dimitri Demonière Marc Raquil          | 3 min 04 s 50  | GBR Richard Knowles Sean Baldock Chris Rawlinson Jamie Baulch                       | 3 min 05 s 24  | HUN Zétény Dombi Zsolt Szeglet Attila Kilvinger Tibor Bédi                | 3 min 05 s 88  |
| Saut en hauteur | Stefan Holm SWE                                                      | 2,28 m         | Wolfgang Kreissig GER                                                               | 2,25 m         | Sergey Klyugin RUS Lambros Papakostas GRE                                 | 2,20 m         |
| Saut à la perche | Yevgeniy Smiryagin RUS                                               | 5,85 m         | Tim Lobinger GER                                                                    | 5,75 m         | Patrik Kristiansson SWE                                                   | 5,70 m         |
| Saut en longueur | Vitaliy Shkurlatov RUS                                               | 8,22 m         | Kofi Amoah Prah GER                                                                 | 8,15 m (w)     | Peter Häggström SWE                                                       | 8,08 m (w)     |
| Triple saut | Larry Achike GBR                                                     | 17,31 m (w)    | Fabrizio Donato ITA                                                                 | 17,17 m (w)    | Stamatios Lenis GRE                                                       | 17,01 m        |
| Lancer du poids | Paolo Dal Soglio ITA                                                 | 19,99 m        | Michael Mertens GER                                                                 | 19,71 m        | Jimmy Nordin SWE                                                          | 19,46 m        |
| Lancer du disque | Lars Riedel GER                                                      | 63,30 m        | Róbert Fazekas HUN                                                                  | 62,15 m        | Vitaliy Sidorov RUS                                                       | 60,91 m        |
| Lancer du marteau | Christophe Épalle FRA                                                | 78,51 m        | Alexandros Papadimitriou GRE                                                        | 77,64 m        | Karsten Kobs GER                                                          | 77,55 m        |
| Lancer du javelot | Sergey Makarov RUS                                                   | 89,92 m        | Kostas Gatsioudis GRE                                                               | 84,56 m        | Boris Henry GER                                                           | 82,83 m        |
| Records et Performances - AR : Record continental (area record) - CR : Record des championnats (championship record) - MR : Record du meeting (meet record) - NR : Record national (national record) - OR : Record olympique (olympic record) - PR : Record paralympique (paralympic record) - PB : Record personnel (personal best) - SB : Meilleure performance personnelle de la saison (season's best) - WL : Meilleure performance mondiale de l'année (world leader) - WJR : Record du monde junior (world junior record) - WR : Record du monde (world record) Circonstances et Conditions - DNF : N'a pas terminé (did not finish) - DNS : N'a pas pris le départ (did not start) - DQ : Disqualification (disqualification) - NM : Aucun essai valable enregistré (No Mark) - Q : Qualifié « directement » au prochain tour (ou à la prochaine compétition), lors d'une compétition majeure, grâce au classement ou à la réalisation des minima (automatic qualifier) - q : Qualifié au prochain tour (ou à la prochaine compétition), lors d'une compétition majeure, grâce au repêchage ou à la réalisation de l'une des meilleures performances parmi celles des « non qualifiés directement » (grâce au meilleur temps ou à la meilleure distance par exemple) (secondary qualifier) |                                                                      |                |                                                                                     |                |                                                                           |                |

#### Femmes
| Épreuve | Or                                                                     | Or            | Argent                                                                 | Argent        | Bronze                                                             | Bronze        |
| --- | ---------------------------------------------------------------------- | ------------- | ---------------------------------------------------------------------- | ------------- | ------------------------------------------------------------------ | ------------- |
| 100 m (Vent : +2,9 m/s) | Ekaterini Thanou GRE                                                   | 10 s 84 (w)   | Christine Arron FRA                                                    | 11 s 02 (w)   | Manuela Levorato ITA                                               | 11 s 13 (w)   |
| 200 m (Vent : -0,3 m/s) | Muriel Hurtis FRA                                                      | 22 s 70       | Natalya Voronova RUS                                                   | 22 s 81       | Andrea Philipp GER                                                 | 22 s 88       |
| 400 m | Svetlana Pospelova RUS                                                 | 50 s 63       | Donna Fraser GBR                                                       | 51 s 78       | Uta Rohländer GER                                                  | 52 s 17       |
| 800 m | Irina Mistyukevich RUS                                                 | 2 min 02 s 52 | Linda Kisabaka GER                                                     | 2 min 03 s 88 | Patricia Djaté FRA                                                 | 2 min 04 s 44 |
| 1 500 m | Helen Pattinson GBR                                                    |               | Yelena Zadorozhnaya RUS                                                |               | Kristina de Fonseca-Wollheim GER                                   |               |
| 3 000 m | Gabriela Szabo ROM                                                     | 8 min 43 s 33 | Galina Bogomolova RUS                                                  | 8 min 43 s 45 | Hayley Tullett GBR                                                 | 8 min 45 s 39 |
| 5 000 m | Tatyana Tomashova RUS                                                  |               | Irina Mikitenko GER                                                    |               | Yamna Belkacem FRA                                                 |               |
| 100 m haies (Vent : +0,2 m/s) | Linda Ferga FRA                                                        | 12 s 93       | Maya Shemchishina UKR                                                  | 12 s 95       | Yuliya Graudyn RUS                                                 | 13 s 08       |
| 400 m haies | Tatyana Tereshchuk UKR                                                 | 54 s 68       | Ulrike Urbansky GER                                                    | 56 s 10       | Monika Niederstätter ITA                                           | 56 s 33       |
| 4 × 100 m | FRA Katia Benth Muriel Hurtis Fabé Dia Christine Arron                 | 42 s 97       | RUS Marina Kislova Marina Trandenkova Irina Khabarova Natalya Voronova | 43 s 38       | GER Sina Schielke Esther Möller Andrea Philipp Marion Wagner       | 43 s 51       |
| 4 × 400 m | RUS Olesya Zykina Irina Rosikhina Yekaterina Kulikova Yuliya Sotnikova | 3 min 25 s 50 | GER Shanta Ghosh Ulrike Urbansky Birgit Rockmeier Uta Rohländer        | 3 min 27 s 70 | GBR Natasha Danvers Sinead Dudgeon Allison Curbishley Donna Fraser | 3 min 28 s 12 |
| Saut en hauteur | Monica Dinescu ROM                                                     | 1,93 m        | Yuliya Lyakhova RUS                                                    | 1,91 m        | Jo Jennings-Steele GBR                                             | 1,86 m        |
| Saut à la perche | Svetlana Feofanova RUS                                                 | 4,35 m        | Yvonne Buschbaum GER                                                   | 4,30 m        | Francesca Dolcini ITA                                              | 4,20 m        |
| Saut en longueur | Olga Rublyova RUS                                                      | 6,87 m        | Yelena Shekhovtsova UKR                                                | 6,79 m        | Fiona May ITA                                                      | 6,74 m (w)    |
| Triple saut | Tatyana Lebedeva RUS                                                   | 14,98 m       | Olena Hovorova UKR                                                     | 14,31 m       | Barbara Lah ITA                                                    | 13,86 m       |
| Lancer du poids | Astrid Kumbernuss GER                                                  | 18,94 m       | Kalliopi Ouzouni GRE                                                   | 18,16 m       | Judy Oakes GBR                                                     | 18,08 m       |
| Lancer du disque | Nicoleta Grasu ROM                                                     | 63,35 m       | Ilke Wyludda GER                                                       | 62,45 m       | Anastasia Kelesidou GRE                                            | 62,30 m       |
| Lancer du marteau | Olga Kuzenkova RUS                                                     | 70,20 m       | Kirsten Münchow GER                                                    | 68,31 m       | Manuela Montebrun FRA                                              | 67,73 m       |
| Lancer du javelot | Ana Mirela Termure ROM                                                 | 63,23 m       | Tatyana Shikolenko RUS                                                 | 60,41 m       | Mirela Tzelili GRE                                                 | 57,84 m       |
| Records et Performances - AR : Record continental (area record) - CR : Record des championnats (championship record) - MR : Record du meeting (meet record) - NR : Record national (national record) - OR : Record olympique (olympic record) - PR : Record paralympique (paralympic record) - PB : Record personnel (personal best) - SB : Meilleure performance personnelle de la saison (season's best) - WL : Meilleure performance mondiale de l'année (world leader) - WJR : Record du monde junior (world junior record) - WR : Record du monde (world record) Circonstances et Conditions - DNF : N'a pas terminé (did not finish) - DNS : N'a pas pris le départ (did not start) - DQ : Disqualification (disqualification) - NM : Aucun essai valable enregistré (No Mark) - Q : Qualifié « directement » au prochain tour (ou à la prochaine compétition), lors d'une compétition majeure, grâce au classement ou à la réalisation des minima (automatic qualifier) - q : Qualifié au prochain tour (ou à la prochaine compétition), lors d'une compétition majeure, grâce au repêchage ou à la réalisation de l'une des meilleures performances parmi celles des « non qualifiés directement » (grâce au meilleur temps ou à la meilleure distance par exemple) (secondary qualifier) |                                                                        |               |                                                                        |               |                                                                    |               |

## Première division
La 1re division (First League), divisée en deux groupes, se dispute à Oslo (Norvège) et à Bydgoszcz (Pologne) les 8 et 9 juillet 2000.
| Place | Pays     | Points |
| ----- | -------- | ------ |
| 1     | Espagne  | 116    |
| 2     | Finlande | 101    |
| 3     | Norvège  | 98     |
| 4     | Tchéquie | 93     |
| 5     | Portugal | 87     |
| 6     | Suisse   | 85     |
| 7     | Belgique | 82     |
| 8     | Danemark | 54     |

| Place | Pays     | Points |
| ----- | -------- | ------ |
| 1     | Pologne  | 134    |
| 2     | Ukraine  | 111    |
| 3     | Pays-Bas | 108    |
| 4     | Bulgarie | 86     |
| 5     | Slovénie | 78,5   |
| 6     | Roumanie | 77,5   |
| 7     | Autriche | 63     |
| 8     | Croatie  | 59     |

| Place | Pays     | Points |
| ----- | -------- | ------ |
| 1     | Tchéquie | 108    |
| 2     | Suède    | 106    |
| 3     | Espagne  | 96     |
| 4     | Finlande | 89     |
| 5     | Hongrie  | 83     |
| 6     | Portugal | 72     |
| 7     | Norvège  | 71     |
| 8     | Suisse   | 59     |

| Place | Pays        | Points |
| ----- | ----------- | ------ |
| 1     | Biélorussie | 118    |
| 2     | Bulgarie    | 116    |
| 3     | Pologne     | 106    |
| 4     | Slovénie    | 94     |
| 5     | Pays-Bas    | 71     |
| 6     | Autriche    | 69     |
| 7     | Irlande     | 63     |
| 8     | Croatie     | 44     |

## Seconde division
La 2e division (Second League), divisée en deux groupes, se dispute les 8 et 9 juillet 2000 à Kaunas (Lituanie) et à Banská Bystrica (Slovaquie). 
La Lituanie gagne à domicile chez les femmes, la Slovaquie en fait autant chez les hommes. La Yougoslavie fait monter ses deux équipes en première division.
| Place | Pays       | Points |
| ----- | ---------- | ------ |
| 1     | Lituanie   | 129    |
| 2     | Belgique   | 115    |
| 3     | Danemark   | 106    |
| 4     | Estonie    | 100    |
| 5     | Lettonie   | 94     |
| 6     | Moldavie   | 64     |
| 7     | Luxembourg | 41     |
| 8     | Arménie    | 28     |

| Place | Pays           | Points |
| ----- | -------------- | ------ |
| 1     | Turquie        | 149,5  |
| 2     | RF Yougoslavie | 136    |
| 3     | Slovaquie      | 120    |
| 4     | Israël         | 116    |
| 5     | Islande        | 85     |
| 6     | Chypre         | 83     |
| 7     | Albanie        | 64,5   |
| 8     | Géorgie        | 42     |
| 9     | AASSE          | 37     |

| Place | Pays        | Points |
| ----- | ----------- | ------ |
| 1     | Biélorussie | 132    |
| 2     | Irlande     | 125    |
| 3     | Lituanie    | 108    |
| 4     | Estonie     | 100    |
| 5     | Lettonie    | 94     |
| 6     | Moldavie    | 74     |
| 7     | Luxembourg  | 43     |
| 8     | Arménie     | 37     |

| Place | Pays               | Points |
| ----- | ------------------ | ------ |
| 1     | Slovaquie          | 140    |
| 2     | RF Yougoslavie     | 136    |
| 3     | Turquie            | 132    |
| 4     | Chypre             | 127    |
| 5     | Israël             | 116,5  |
| 6     | Islande            | 70     |
| 7     | AASSE              | 69     |
| 8     | Bosnie-Herzégovine | 53     |
| 9     | Géorgie            | 50,5   |

|  | Vainqueur de la compétition |  | Promotion en division supérieure |  | Relégation en division inférieure |